# Лёйппи, Лео
Лео Лёйппи (нем. Leo Leuppi; 28 июня 1893, Цюрих — 24 августа 1972, Цюрих) — швейцарский художник, график и скульптор.

## Жизнь и творчество
Лёйппи родился в многодетной крестьянской семье. В 1910—1914 годах он учится в классе графики цюрихской Школы прикладного искусства. Далее обучался как самоучка, посещая крупнейшие музеи Германии, Великобритании и других стран Европы. После окончания Первой мировой войны Лёйппи контактирует с дадаистами Цюриха, у него завязываются дружеские отношения с Гансом Арпом. В 1934 году Лёйппи создаёт «Швейцарскую группу абстракционистов и сюрреалистов», рассчитывая с её помощью ближе познакомить швейцарскую культурную среду с новыми течениями в искусстве. В 1936 году он организует выставку прогрессивных швейцарских художников под названием «Проблемы современности в швейцарской живописи и скульптуре». В следующем году Лёйппи совместно с Рихардом Лозе создаёт художественную группу «Альянс» (allianz), в которую вошли мастера авангардной живописи. В 1938 году в базельской Художественной галерее проходит выставка членов «Альянса» под наименованием «Новое искусство в Швейцарии». Следующие выставки «Альянса» состоялись в Цюрихе (1942) и Санкт-Галлене (1947). Большой вклад в развитие авангардного искусства в Швейцарии внёс также издаваемый Лозе и Лёйппи с 1940 года журнал «Альманах нового искусства в Швейцарии» (Almanach neuer Kunst in der Schweiz). В 1954 году в Цюрихе проходит последняя выставка работ группы. В том же году Лёйппи уходит с поста председателя группы «Альянс». В 1959—1960 художник преподаёт в Школе прикладного искусства Цюриха. В 1963 году он закрывает свою мастерскую по болезни.
В творчестве Лёйппи в различные годы ощутимо влияние таких художественных направлений, как конструктивизм, сюрреализм, кубизм, конкретное искусство. Через кубизм таких мастеров, как Пикассо, Ж. Брак и Х. Грис, Лёйппи приходит к абстракционизму. В 1937—1947 годах он под влиянием своего друга Арпа, а также Макса Билля, Софи Тойбер-Арп и Вальтера Бодмера, посвящает себя конструктивистскому направлению. Наиболее известны работы Лёйппи, представленные в общественных зданиях: железная скульптура на фасаде здания Миргос в Туне (1955), настенная мозаика в школе Кольбенакера в Цюрихе (1955—1957), настенная живопись в приёмном покое дома престарелых в Цюрихе-Хёнг (1956—1957).